# 마이클 바콜
마이클 버콜(Michael Bacall, 영어 발음: /bəˈkɔːl/, 1973년 4월 19일 ~ )은 미국의 배우, 각본가이다.
로스앤젤레스에서 태어났다.

## 작품 목록

### 영화 출연
- 디 엔드 오브 러브 (2012년)
- 장고: 분노의 추적자 (2012년) - 스미티 바콜 역
- 바스터즈: 거친 녀석들 (2009년)
- 그라인드하우스 (2007년) - segment Death Proof-오마 역
- 언더토우 (2004년)
- 펌프킨 (2002년)
- 캠퍼스 레전드 2 (2000년)
- 화이트 코브라 (1993년)
- 디스 보이스 라이프 (1993년)
- 프리 윌리 (1993년) - 페리 역
- 정열의 샤우트 (1991년)
- 단두대 (1989년)

### 영화 각본
- 매닉 (2001년)
- 부키스 (2003년)
- 스콧 필그림 (2010년)
- 프로젝트 X (2011년)
- 21 점프 스트리트 (2012년)
- 22 점프 스트리트 (2014년)